# 石塚真一
石塚真一（1971年—），日本漫畫家，茨城縣出身。

## 經歷
高中畢業後進入南伊利諾大學新潟分校，爾後轉入美國的本校就讀，其間發展出攀岩的興趣，28歲回日本後進入一般公司，一年後公司破產倒閉。於是立志成為漫畫家，30歲時獲得小學館的新人漫畫大賞而出道。2003年開始以山難救助為題材創作《岳》。《岳》於2008年獲得第1屆漫畫大賞，2009年獲得第54屆小學館漫畫賞的一般向部門賞，2012年獲得第16屆日本新媒體動漫藝術節漫畫部門優秀賞。
作品《BLUE GIANT》於2017年榮獲第20屆日本新媒體動漫藝術節漫畫部門大賞，同年本作與松田奈緒子的《重版出来！》並列第62屆小學館漫畫賞的一般向部門賞。